# Tortopus circumfluus
Tortopus circumfluus är en dagsländeart som beskrevs av Georg Ulmer 1942. Tortopus circumfluus ingår i släktet Tortopus och familjen Polymitarcyidae. Inga underarter finns listade i Catalogue of Life.